# Ceuthophilus cacogeus
Ceuthophilus cacogeus är en insektsart som beskrevs av Strohecker 1951. Ceuthophilus cacogeus ingår i släktet Ceuthophilus och familjen grottvårtbitare. Inga underarter finns listade i Catalogue of Life.